# Sonia Contera
Sonia Antoranz Contera (1970, Madrid) es una física y nanotecnóloga española; es Catedrática de Física (especializada en la física de procesos biológicos, en inglés Biological Physics) en el departamento de Física de la Universidad de Oxford,  fue codirectora del programa de Nanotecnología de la Oxford Martin School, y es "Senior Research Fellow" del Green Templeton College. Actualmente es vicedecana del departamento de Física de  la Universidad de Oxford.

## Biografía
Sonia Contera nació en Madrid,  y creció en Puerto del Rosario (Fuerteventura), España. Se licenció en Física en la Universidad Autónoma de Madrid en 1993. Continuó sus estudios en la Universidad Estatal de Moscú (MGU), en la Academia de Ciencias de la República Checa, y en la Universidad de Lengua y Cultura de Beijing. Se doctoró en la Universidad de Osaka en 2000, con una beca del gobierno japonés (Monbushou), donde su supervisor fue Hiroshi Iwasaki. Fue investigadora en Dinamarca, en la Universidad de Aarhus.
Después de haber viajado mucho durante su educación, Contera habla español, inglés, chino, checo, ruso, danés, japonés y alemán.

## Trayectoria profesional

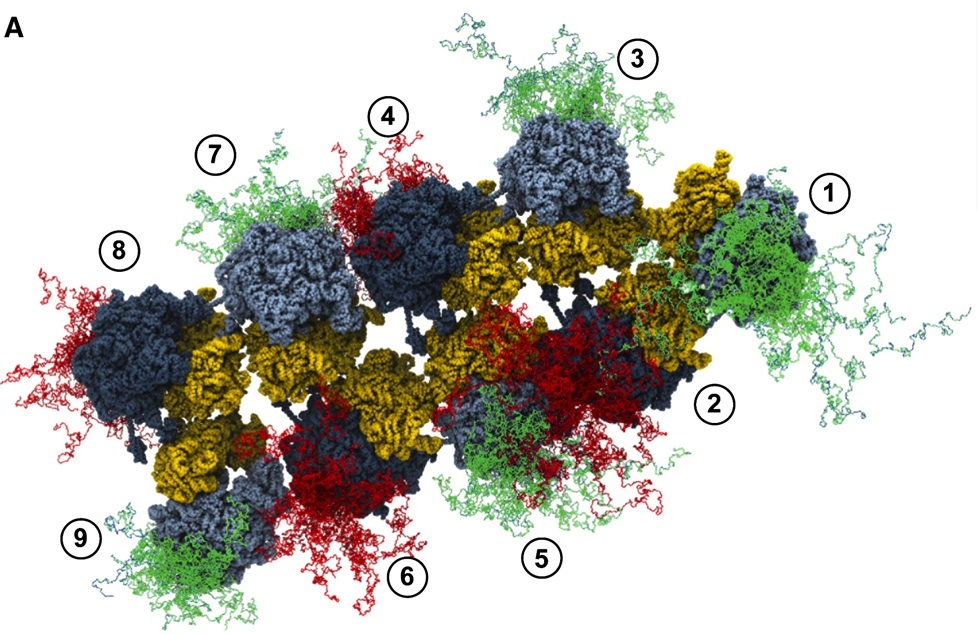
Polisoma bacteriano

La investigación de Contera utiliza física y nanotecnología para comprender los problemas biológicos. Tiene un interés especial en el papel de la mecánica y los procesos fuera de equilibrio (non-equilibrium thermodynamics) en biología y diseña nanomateriales que imitan las funciones biológicas para aplicaciones biomédicas como la administración de fármacos y la ingeniería de tejidos. Es una especialista en microscopía de fuerza atómica. En 2003, comenzó a trabajar en Oxford.
Contera fue codirectora del programa Oxford Martin sobre nanotecnología para la medicina (Institute of Nanoscience for Medicine) de 2008 a 2013. En 2014-2016, fue miembro del consejo de la Global Agenda Council del Foro Económico mundial en el área de Nanotecnología. En 2017, fue nombrada presidenta de la sección de microscopía de sonda de exploración de la Royal Microscopical Society.
Publicó el libro, Nano Comes to Life: How nanotechnology is transforming Medicine and the Future of Biology (Princeton University Press), en 2019 y en edición de bolsillo en 2021. El libro tuvo una buena recepción en la comunidad científica, con reseñas en las revistas Nature, Nature Physics y New Scientist. También revistas divulgativas como BBC Science Focus le dedicaron artículos y podcasts al libro. Su libro ha sido publicado en chino  (con el título 纳米与生命）en 2021 por CITIC press, será publicado en japonés for Newton Press y en español por Arpa Editores en 2023.
Contera es una oradora pública y da conferencias sobre ciencia y tecnología y sus consecuencias filosóficas y sociales, fue invitada como oradora en The Royal Institution of Great Britain. Contera es columnista en la sección de Tecnología del periódico El País desde 2022.